# Diwek
Diwek är en ort i Indonesien.   Den ligger i provinsen Jawa Timur, i den västra delen av landet, 600 km öster om huvudstaden Jakarta. Diwek ligger 53 meter över havet och antalet invånare är 41 719.
Terrängen runt Diwek är platt, och sluttar norrut.Runt Diwek är det mycket tätbefolkat, med 1 313 invånare per kvadratkilometer. Närmaste större samhälle är Jombang, 3,7 km norr om Diwek. Omgivningarna runt Diwek är en mosaik av jordbruksmark och naturlig växtlighet.